# Lophothericles crassipes
Lophothericles crassipes är en insektsart som beskrevs av Marius Descamps 1977. Lophothericles crassipes ingår i släktet Lophothericles och familjen Thericleidae. Inga underarter finns listade i Catalogue of Life.